# Emil Julius Gumbel
Emil Julius Gumbel, né le 18 juillet 1891 à Munich et mort le 10 septembre 1966 à New York, est un mathématicien, statisticien, publiciste, pacifiste et socialiste allemand.
Gumbel s'est spécialisé en statistique mathématique et, avec Leonard Tippett et Ronald Fisher, il a joué un rôle clé dans le développement de la théorie des valeurs extrêmes, qui trouve des applications pratiques dans de nombreux domaines, notamment l'ingénierie et la finance. En 1958, Gumbel publie un ouvrage de référence, Statistics of Extremes, dans lequel il établit et analyse la loi de probabilité qui est aujourd'hui connue sous le nom de loi de Gumbel, en son honneur.
Dans les années 1920 et au début des années 1930, Gumbel est marginalisé et très critiqué dans les cercles académiques allemands, en raison de son soutien affirmé aux idées de gauche et au pacifisme, ainsi que pour son opposition au fascisme,. Ses écrits influents sur les meurtres vehmiques démontrent que la République de Weimar est corrompue, anti-gauchiste et anti-républicaine. Gumbel s'oppose publiquement au Parti nazi et, en 1932, il est l'un des 33 signataires de l'Appel pressant à l'unité.

## Biographie
Emil Julius Gumbel naît le 18 juillet 1891, d'une famille juive renommée de Wurtemberg. Étudiant de l'université Louis-et-Maximilien de Munich, il soutient une thèse sur le thème des statistiques de population, sous la direction du statisticien allemand Georg von Mayr (de). Il termine son doctorat peu avant le déclenchement de la Première Guerre mondiale,. Après une brève période de service militaire, il est réformé en 1915 pour des raisons médicales et il rejoint l'université de Berlin pour travailler avec le statisticien russe de renom Ladislaus von Bortkiewicz. À partir de ce moment, son engagement politique s'intensifie. Il rejoint le Parti social-démocrate indépendant en 1917, et devient un membre influent de la Ligue de la Nouvelle Patrie pacifiste, qui est plus tard renommée Ligue allemande des droits de l'homme. En janvier 1918, Gumbel accepte un poste auprès de l'entreprise électronique Telefunken, où il travaille sur les ondes des émetteurs sonores, et poursuit ses activités politiques avec le soutien de l'un des fondateurs de l'entreprise, Georg comte von Arco, un membre influent du mouvement pour les droits de l'homme. En 1922, Gumbel devient professeur de statistiques mathématiques à l'université de Heidelberg, où il se rend vite compte que la combinaison du travail académique et de la politique est difficile, entraînant des protestations de la part des étudiants et des membres du corps professoral, qui sont principalement de droite, et une forte critique dans la presse conservatrice,.
De confession juive, il est le premier professeur allemand expulsé de l'université sous la pression des nazis en 1932. Il est déchu de la nationalité allemande en 1933. Il quitte alors Heidelberg pour Paris, où il rencontre Émile Borel et Maurice Fréchet grâce à Albert Einstein et Paul Langevin. Il enseigne alors à l'École libre des hautes études à Paris, ainsi qu'à Lyon, tout en poursuivant ses activités politiques et en aidant d'autres réfugiés, jusqu'à l'invasion allemande de 1940 Il présente ses travaux à l'Institut Henri-Poincaré et aux Comptes rendus hebdomadaires des séances de l'Académie des sciences.
En 1940, il part à New York grâce à Louis Rapkine et la Fondation Rockefeller, où il continue son combat contre le nazisme en aidant les services secrets américains. Il enseigne à la New School for Social Research et à l'université Columbia à New York jusqu'à sa mort en 1966.
Il meurt d'un cancer du poumon en 1966, à l'âge de 75 ans. (Brenner 1990) édite l'héritage de Gumbel sous forme de dizaines de microfilms intitulés Emil J. Gumbel collection : Political papers of an anti-nazi scholar in Weimar and exile, 1914–1966 : ces bobines documentent ses activités contre les nazis et leur présentation par l'historien Brenner donne plus de détails biographiques sur l'opposition de Gumbel au nazisme.
Les archives de Gumbel sont conservées par le Leo Baeck Institute, la bibliothèque de l'université de Chicago et le Center for Jewish History.

## Influences
Emil Gumbel est fortement influencé dès son jeune âge par son oncle, Abraham Gumbel (1852-1930), avec qui il a de longues conversations sur des questions politiques et sociales. La mort du fils d'Abraham, le cousin d'Emil, pendant la Première Guerre mondiale est considérée comme un facteur déclencheur de l'engagement pacifiste à vie d'Emil.
Pendant son séjour à l'université de Munich (1910-1914), Gumbel suit des cours de mathématiques, d'économie et de sciences sociales dispensés par d'éminents professeurs connus pour leurs opinions politiques libérales, tels qu'Alfred Pringsheim et Lujo Brentano. Il étudie également les sciences actuarielles et obtient des qualifications sur la gestion des compagnies d'assurance ainsi qu'une expérience professionnelle (entre autres un emploi d'été dans une compagnie d'assurances à Londres), avant de rédiger sa thèse de doctorat sous la direction du professeur de statistique Friedrich Böhm en juillet 1914.
À l'université de Berlin (1915-1922), Gumbel se lie étroitement avec Georg Friedrich Nicolai, dont le livre pacifiste La Biologie de la guerre est interdit par le gouvernement allemand. Il fait également la connaissance d'Albert Einstein, qui fait partie des membres fondateurs de la Ligue allemande des droits de l'homme. Plus tard, Einstein soutiendra fermement la carrière professionnelle de Gumbel. Gumbel développe un lien professionnel profond avec le statisticien et économiste russe de renom Ladislaus von Bortkiewicz, qui considère Gumbel comme « un homme talentueux [avec] un esprit exceptionnellement actif ». Sa recommandation influence fortement la nomination de Gumbel au poste de professeur de mathématiques à l'université de Heidelberg en 1922.
Après l'assassinat en 1919 du membre éminent de l'USPD Karl Liebknecht, que Gumbel admirait beaucoup, le journaliste Kurt Tucholsky émet de vives critiques en affirmant que le juge du procès a totalement ignoré les preuves déposés contre les nazis[réf. nécessaire]. Horrifié, Gumbel enquête ardemment sur de nombreux meurtres politiques antérieurs similaires et publie ses conclusions dans de nombreuses publications et livres, notamment Deux ans de meurtres en 1921, suivi de Quatre ans de meurtres politiques en 1922, le très controversé Les Conspirateurs en 1924, L'Armure de la guerre des États impérialistes en 1928, qui porte sur les causes des meurtres politiques, et Les traîtres tombent victimes de la Feme en 1929.
Gumbel est un admirateur de l'intellectuel britannique et pacifiste Bertrand Russell, bien qu'ils ne se soient jamais rencontrés. Il traduit certains des travaux de Russell en allemand.

## Famille
En 1930, Gumbel épousa Marieluise Czettritz, qu'il a rencontrée pour la première fois dans les bureaux de la DLM au milieu des années 1920. Elle avait deux fils issus d'un premier mariage et conserve la garde du plus jeune, Harald. Elle meurt des suites d'un cancer en 1952.

## Postérité
Emil Gumbel est considéré comme le père de la théorie des valeurs extrêmes. Une loi de probabilité, la loi de Gumbel, porte son nom.

## Distinctions
- Fellow de la Société américaine de statistique
- Bourse Guggenheim (1950)

## Publications
- Les Crimes politiques en Allemagne, 1919-1929  (trad. Charles Reber), vol. 38, Paris, Gallimard, coll. « Documents bleus. Notre temps », 1931.
- « L'âge limite », Bulletin de la Société mathématique de France, Paris, vol. IX, nos 3/4,‎ 1932, p. 34.
- « La distribution limite de la plus grande valeur parmi les plus petites », Comptes rendus de l'Académie des sciences, Paris, Gauthier-Villars,‎ 1933, p. 1381.
- « La plus petite valeur parmi les plus grandes », Comptes rendus de l'Académie des sciences, Paris, vol. 196, no 25,‎ 1933, p. 1857.
- « La plus petite valeur parmi les plus grandes et la plus grande valeur parmi les plus petites », Comptes rendus de l'Académie des sciences, Paris, vol. 197, no 18,‎ 1933, p. 965.
- « La distribution limite de la plus petite valeur parmi les plus grandes », Comptes rendus de l'Académie des sciences, Paris, vol. 197, no 20,‎ 1933, p. 1082.
- « La distribution limite de la plus grande valeur parmi les plus petites », Comptes rendus de l'Académie des sciences, Paris, vol. 197, no 23,‎ 1933, p. 1381.
- « Les moments des distributions finales de la première et de la dernière valeur », Comptes rendus de l'Académie des sciences, Paris, vol. 198, no 2,‎ 1934, p. 141.
- « Les moments des distributions finales de la mième valeur », Comptes rendus de l'Académie des sciences, Paris, vol. 198, no 4,‎ 1934, p. 313.
- « Le paradoxe de l'âge limite », Comptes rendus de l'Académie des sciences, Paris, vol. 199, no 19,‎ 1934, p. 918.
- « La distribution finale des valeurs voisines de la médiane », Comptes rendus de l'Académie des sciences, Paris, vol. 199, no 22,‎ 1934, p. 1174.
- « L'espérance mathématique de la mième valeur », Comptes rendus de l'Académie des sciences, Paris, Gauthier-Villars,‎ 1934.
- « Les moments des distributions finales de la première et de la dernière valeur », Comptes rendus de l'Académie des sciences, Paris, Gauthier-Villars,‎ 1934.
- « Les mièmes valeurs extrêmes et le logarithme du nombre d'observations », Comptes rendus de l'Académie des sciences, Paris, Gauthier-Villars,‎ 1935.
- « Les valeurs extrêmes des distributions statistiques », Annales de l'Institut Henri-Poincaré, vol. 5, no 2,‎ 1935, p. 115-158 (lire en ligne [PDF], consulté le 1er avril 2009)
- La durée extrême de la vie humaine, Laval, Barnéoud, 1937, 65 p.
- (en) Emil Gumbel, Statistical theory of extreme values and some practical applications, Washington, D. C., National Bureau of Standards, 1954, 60 p..
- Statistics of Extremes, New York, Columbia University Press, 1958, 358 p. (DOI 10.7312/gumb92958) (deuxième édition en 2004 par Dover ; édition numérique en 2019  (ISBN 9780231891318)).
- Deux lois limites pour la distribution des dépassements, Paris, Dulac, 1963, 12 p..